# Dysprosium-163
Dysprosium-163 of 163Dy is een stabiele isotoop van dysprosium, een lanthanide. Het is een van de zeven stabiele isotopen van het element, naast dysprosium-156, dysprosium-158, dysprosium-160, dysprosium-161, dysprosium-162 en dysprosium-164. De abundantie op Aarde bedraagt 24,9%.
Dysprosium-163 ontstaat onder meer bij het radioactief verval van terbium-163 en holmium-163.
{\displaystyle {\ce {{^{163}_{65}Tb}->{^{163}_{66}Dy}+{e^{-}}+{\bar {\nu }}_{e}}}}
 
{\displaystyle {\ce {{^{163}_{67}Ho}->{^{163}_{66}Dy}+{e^{+}}+{\nu }_{e}}}}
138Dy · 139Dy · 140Dy · 140mDy · 141Dy · 142Dy · 143Dy · 143mDy · 144Dy · 145Dy · 145mDy · 146Dy · 146mDy · 147Dy · 147m1Dy · 147m2Dy · 148Dy · 149Dy · 149mDy · 150Dy · 151Dy · 152Dy · 153Dy · 154Dy · 155Dy · 155mDy · 156Dy · 157Dy · 157m1Dy · 157m2Dy · 158Dy · 159Dy · 159mDy · 160Dy · 161Dy · 162Dy · 163Dy · 164Dy · 165Dy · 165mDy · 166Dy · 167Dy · 168Dy · 169Dy · 170Dy · 171Dy · 172Dy · 173Dy · 174Dy